# Chaldron
Chaldron (auch Chaudron oder Chalder) war ursprünglich (seit 1826) eine britische Maßeinheit für schüttbare feste Stoffe und zwar entweder als Volumen- oder als Gewichtsmaß, später aber nur noch für Steinkohle üblich. Der Gebrauch der Einheit endete 1963 mit der Reform des Weights and Measures Act.
Je nach Gegend war ein Chaldron unterschiedlich spezifiziert:
- Das London-Chaldron betrug 24 Hundredweights (englische Zentner) oder 2.688 englische Handelspfund (= 1.219,25 kg).
- Das Newcastle-Chaldron maß 53 Hundredweights oder 5.936 Pfund = 2.692,5 kg.
- Speziell für Kohle galt 1 Chaldron = 36 Bushels, was einem Gewicht von 566 Pfund (Avoirdupois) (ca. 256 kg) entsprach.

- 1 Chaldron betrug 4 Imperial Quarters = 1.163,125 l.
- 1 Chaldron = 12 Sack = 36 Bushels = 144 Pecks/Packs = 288 Gallons = 65.944 19/20 Pariser Kubikzoll = 1306 ¾ Liter[1]
- 21 Chaldron = 1 Score (gleichbedeutend dem alten deutschen Schock)

Bei Abnahme von 5 Chaldron (60 Sack) Kohlen musste der Verkäufer 3 Sack zugeben, als sogenanntes Hafenmaß in engl. Ingrain.
In Newcastle upon Tyne waren bei Steinkohle
- 8 Chaldron = 1 Keel

Der Chaldron in Newcastle unterschied sich vom Londoner und war doppelt so groß.